# Mount Ragang
Mount Ragang is een stratovulkaan in Noord-Mindanao op de grens van de provincies Lanao del Sur en Cotabato. Deze relatief jonge vulkaan is met 2815 meter de hoogste actieve vulkaan van de Filipijnen. De berg heeft drie pieken en een diepe krater. Vanuit de krater loopt een spoor van lava in zuidwestelijke richting.
De vulkaan is een van de actieve vulkanen die wordt bestudeerd en in de gaten gehouden door het Philippine Institute of Volcanology and Seismology.